# Selbstevaluation
Selbstevaluation ist ein spezifischer Ansatz der Evaluation mit fließenden Übergängen zum Qualitätsmanagement. Kennzeichnend ist, dass die Evaluation nicht wie im Falle der Fremdevaluation durch externe Evaluationsexperten durchgeführt wird, sondern durch jene Personen ("Praktiker"), die im Praxisfeld für die Konzeption und/oder Durchführung des Evaluationsgegenstands verantwortlich sind. Wesentlich ist dabei weniger, dass alle konkreten Tätigkeiten, die bei einer Evaluation anfallen, von den selbstevaluierenden Praktikern durchgeführt werden, sondern vielmehr, dass diese als owners of the process einen wesentlichen Einfluss auf Evaluationsziele, Fragestellungen, Design, Umsetzung und Verwendung von Evaluationsergebnissen haben, oder sogar in Personalunion als Auftraggeber, Entscheider und/oder Evaluationsteam der Evaluation fungieren.
Das Ziel von Selbstevaluationen ist gewöhnlich, die Praxis möglichst unmittelbar aufgrund systematisch gewonnener Daten zu verbessern. Oft wird Selbstevaluation daher in Form eines "Selbstevaluationszyklus" konzipiert. Dabei sollen Ergebnisse unmittelbar in Form praktischer Handlungskonsequenzen umgesetzt werden, die dann den Anknüpfungspunkt für erneute Selbstevaluationsaktivitäten bilden.
Selbstevaluation kann auf verschiedenen Ebenen realisiert werden. Zu unterscheiden ist die individuelle Selbstevaluation, bei der einzelne Personen Aspekte ihrer eigenen Arbeit systematisch evaluieren, und die organisationale Selbstevaluation, die Aspekte der Arbeit einer ganzen Organisationen oder Institutionen erfasst. Letztere Form wird oft auch als interne Evaluation bezeichnet, der Begriff ist allerdings nicht deckungsgleich mit dem der Selbstevaluation, da auch interne Fremdevaluationen denkbar sind. Bei der Selbstevaluation werden verschiedene Methoden eingesetzt: Besonders geeignet sind multifunktionale Methoden, welche auf Praxisveränderung gerichtet sind und gleichzeitig, ohne Zusatzaufwand, Daten erheben. Auch klassische Methoden wie das Interview, die Gruppenbefragung und der Fragebogen kommen in Betracht, wobei besonders letzterer großen Zusatzaufwand erfordert. Auf die Bedürfnisse von Schulen abgestimmt ist das Selbstevaluationsinstrument SEIS (Selbstevaluation in Schulen). Ergänzend zur internen Evaluation von Schulen finden externe Evaluationen statt, z. B. die Schulinspektion.

## Geschichte und Praxisfelder
In der deutschsprachigen Diskussion hat das Konzept der Selbstevaluation eine eigene Tradition seit Ende der 1980er Jahre, angestoßen durch die Arbeiten von Maja Heiner und Joachim König aus dem Bereich der sozialen Arbeit. In den 1990er Jahren hat es dann im Rahmen von Modellversuchen Eingang in den schulischen Bereich gefunden. In der Weiterbildung findet die Diskussion v. a. im Kontext von Ansätzen wie TQM, EFQM und ähnlichen Ansätzen statt. Im Bereich Hochschule kommen Selbstevaluationen vor allem im Rahmen intern konzipierter Qualitätsmanagementansätze oder als Teilelement gemischt interner und externer Qualitätsverfahren zum Einsatz.
Die DeGEval hat einige Jahre die Entwicklung eigener Standards der Selbstevaluation diskutiert. Als Ergebnis erschienen 2004 die Empfehlungen zur Anwendung der Standards für Evaluation im Handlungsfeld der Selbstevaluation.